# Miguel Arcangel Pourier

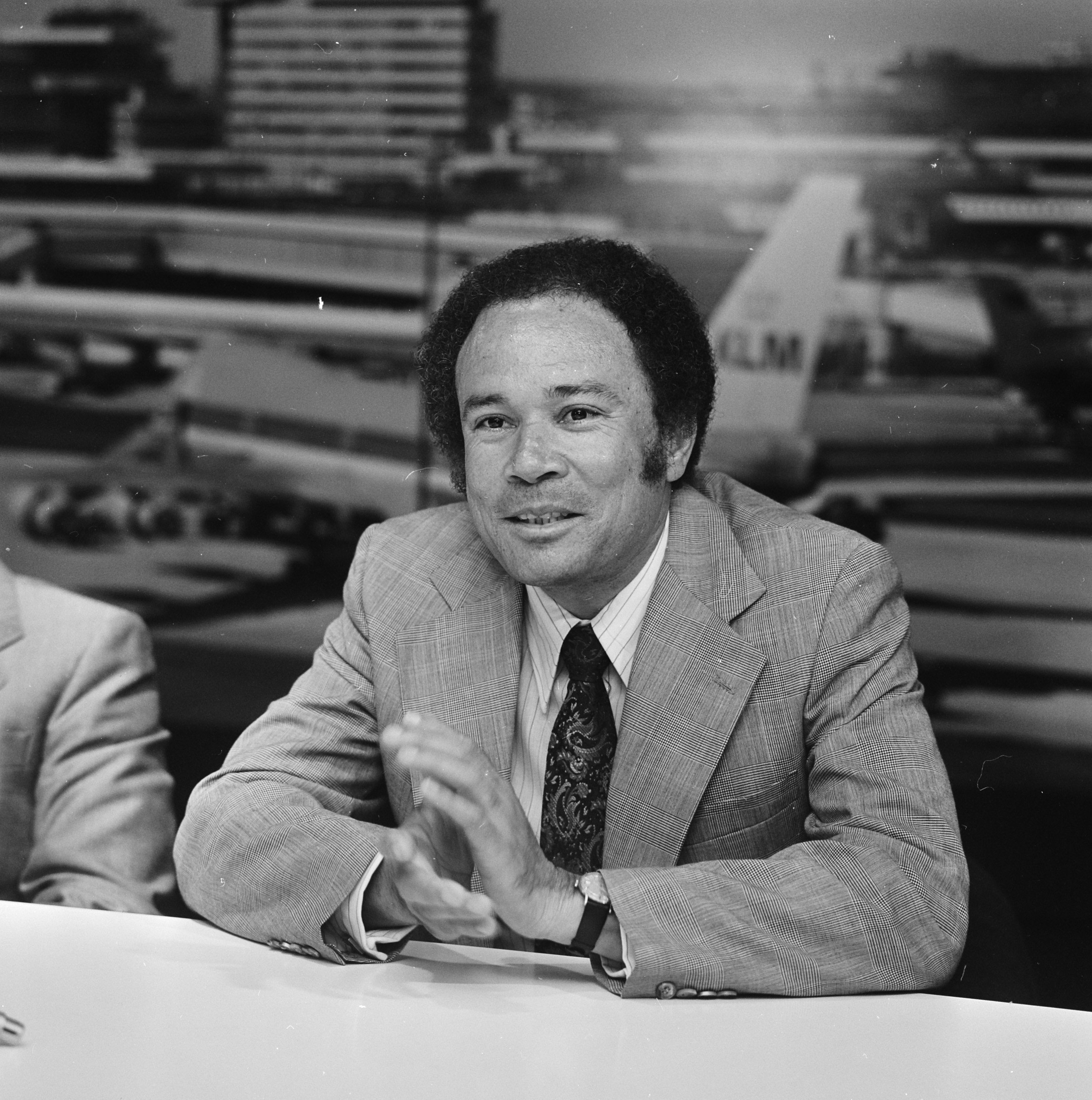

Miguel Arcangel Pourier (Rincon, 29 de setembro de 1938 -Curação, 23 de março de 2013) foi um politico e primeiro-ministro das Antilhas Holandesas em três oportunidades.
Pourier serviu pela primeira vez de 6 de julho de 1979 a dezembro de 1979; uma segunda vez de 31 de março de 1994 a 14 de maio de 1998 e pela última vez de 8 de novembro de 1999 a 3 de junho de 2002.
Ele pertencia à União Patriótica de Bonaire e ao Partido para as Antilhas Reestruturadas.